# Schönberg (Holsten)
 For alternative betydninger, se Schönberg. (Se også artikler, som begynder med Schönberg)
Schönberg er en administrationsby og kommune i det nordlige Tyskland, beliggende i Amt Probstei i den nordlige del af Kreis Plön. Kreis Plön ligger i den østlige/centrale del af delstaten Slesvig-Holsten.

## Geografi
Kommunen Schönberg er beliggende ved Østersøen, omkring 20 kilometer nordøst for delstatshovedstaden Kiel og omkring 30 kilometer nord for landkreisens administrationsby Plön.
Ud over hovedbyen Schönberg, beliggende tre kilometer kysten, ligger landsbyerne Neuschönberg, Schönberger Strand, Brasilien, Kalifornien og Holm i kommunen. Navnene „Brasilien“ og „Kalifornien“ kommer på de traditionelle betegnelser for strandene; „Kalifornien“ opstod efter dele skyllede i land fra et skib der hed „California“. Fra 1914 til 1975 var der i Schönberg banegård på Kiel-Schönberger Eisenbahn der blev taget i brug igen i 2016.